# Paula Guilló
Pour les articles homonymes, voir Guillo.
Paula Guilló Sempere, née le 6 juillet 1989 à Elx en Espagne, est la tenante du titre de Miss Espagne 2010 et Miss Espagne Univers 2011. Elle est la première Miss Espagne à participer à Miss Univers et à obtenir le deuxième titre national Miss Espagne Univers 2011 à cheval des deux titres.